# Nico Serrano
Pour les articles homonymes, voir Serrano.
Nico Serrano, né le 5 mars 2003 à Pampelune en Espagne, est un footballeur espagnol qui évolue au poste d'ailier gauche à l'Athletic Club.

## Biographie

### En club
Né à Pampelune en Espagne, Nico Serrano est formé par le CA Osasuna, puis le Villarreal CF avant de poursuivre sa formation à l'Athletic Bilbao qu'il rejoint en 2018. En mai 2020 il est promu dans l'équipe B du club.
Il est retenu par Marcelino, l'entraîneur de l'équipe première, dans le groupe pour les matchs de présaison lors de l'été 2021. Serrano joue son premier match en équipe première le 11 septembre 2021, à l'occasion d'une rencontre de Liga face au RCD Majorque. Il entre en jeu à la place d'Iñaki Williams lors de cette rencontre remportée par son équipe sur le score de deux buts à zéro,.
Le 11 août 2022, Nico Serrano est prêté au CD Mirandés pour une saison. Il joue son premier match pour Mirandés le 13 août 2022, lors de la première journée de la saison 2022-2023, face au Sporting de Gijón. Il est titularisé et les deux équipes se neutralisent (1-1 score final).
Le 10 août 2023, Nico Serrano est prêté aux PEC Zwolle pour une saison.
Le 12 janvier 2024, il est prêté pour la 2e partie de la saison au Racing Club de Ferrol en LaLiga HyperMotion, le championnat espagnol de 2e division.
Le 31 janvier 2025, Nico Serrano est de nouveau prêté, cette fois-ci au Sporting de Gijón jusqu'à la fin de la saison.

### En sélection
Nico Serrano commence sa carrière internationale avec l'équipe d'Espagne des moins de 16 ans. Il joue un total de six matchs, tous en 2019, et marque quatre buts.
Il représente l'équipe d'Espagne des moins de 17 ans de 2019 à 2020, pour un total de neuf matchs joués et cinq buts marqués.
Avec les moins de 18 ans il joue deux matchs en 2019.

## Statistiques
| Saison                | Club                  | Championnat           | Championnat | Championnat | Coupe(s) nationale(s) | Coupe(s) nationale(s) | Supercoupe | Supercoupe | Total | Total |
| Saison                | Club                  | Division              | M.          | B.          | M.                    | B.                    | M.         | B.         | M.    | B.    |
| 2019-2020             | Athletic Bilbao B     | Segunda División B    | 1           | 0           | -                     | -                     | -          | -          | 1     | 0     |
| 2020-2021             | Athletic Bilbao B     | Segunda División B    | 24          | 3           | -                     | -                     | -          | -          | 24    | 3     |
| 2021-2022             | Athletic Bilbao       | LaLiga                | 14          | 1           | 2                     | 0                     | 1          | 0          | 17    | 1     |
| 2021-2022             | Athletic Bilbao B     | Primera División RFEF | 16          | 3           | -                     | -                     | -          | -          | 16    | 3     |
| 2022-2023             | CD Mirandés (prêt)    | LaLiga SmartBank      | 16          | 0           | -                     | -                     | -          | -          | 16    | 0     |
| 2023-2024             | PEC Zwolle (prêt)     | Eredivisie            | 10          | 0           | 1                     | 0                     | -          | -          | 11    | 0     |
| 2023-2024             | RC Ferrol (prêt)      | LaLiga HyperMotion    | -           | -           | -                     | -                     | -          | -          | 0     | 0     |
| Sous-total            | Sous-total            | Sous-total            | 81          | 7           | 3                     | 0                     | 1          | 0          | 85    | 7     |
| Total sur la carrière | Total sur la carrière | Total sur la carrière | 81          | 7           | 3                     | 0                     | 1          | 0          | 85    | 7     |